# Violencia en Hawara 2023
La violencia de Hawara de 2023 fue un acto de violencia que tuvo lugar el 26 de febrero de 2023 en la ciudad palestina de Hawara, en la gobernación de Nablus en el norte de Cisjordania (Palestina). Durante el domingo por la noche y el lunes por la mañana, decenas de colonos israelíes atacaron violentamente Hawara y otras aldeas cercanas, como Burin, en represalia por un tiroteo en Hawara ese mismo día en el que habían muerto dos colonos israelíes. En el ataque sobre Hawara, un hombre palestino, Sameh Aqtash, murió por una bala explosiva disparada por soldados israelíes, y decenas de ciudadanos palestinos resultaron heridos. Durante el ataque, los colonos quemaron multitud de coches y casas. Este incidente es el peor acto de violencia de los colonos israelíes en el norte de Cisjordania en décadas.

## Violencia
Inmediatamente después del ataque en el que murieron los dos colonos, en las redes sociales se escucharon llamados a la venganza. El jefe adjunto del Consejo Regional para los Asentamientos de Cisjordania, David Ben-Zion, tuiteó a través de su cuenta oficial de Twitter que Hawara debía ser borrada del mapa ese mismo día.
Cientos de colonos de los asentamientos vecinos entraron en la ciudad de Hawara y quemaron automóviles, casas y propiedades, y las fuerzas del ejército israelí no les impidieron entrar en la ciudad. Muchos de los colonos iban enmascarados y algunos llevaban armas. El Ministerio de Salud palestino confirmó que cientos de palestinos resultaron heridos. Durante la violencia, los palestinos del pueblo arrojaron piedras a los alborotadores que habían entrado en su pueblo, y en dicho momento los soldados les lanzaron gases lacrimógenos y granadas aturdidoras. Los altavoces de las mezquitas de Hawara llamaron a los aldeanos a salir para enfrentarse a los alborotadores.[cita requerida] Los soldados israelíes se negaron a permitir el paso de las ambulancias y los camiones de bomberos palestinos que se apresuraban a acudir a la ciudad, y de hecho permitieron que los colonos atacaran dichos vehículos también.
La Media Luna Roja Palestina anunció que el ejército de ocupación israelí mató a tiros a una persona, residente de la aldea de Za'tara, cerca de Hawara, y que unas 30 resultaron heridas por las palizas, los disparos o el lanzamiento de piedras de los colonos, mientras que otras 350 resultaron heridas por inhalación de gases o humos.[cita requerida] Además, se incendiaron 15 viviendas y decenas de automóviles en un depósito de chatarra ubicado a la entrada de la ciudad de Hawara.[cita requerida]
A la medianoche del 27 de febrero de 2023, los mismos colonos llegaron a la aldea de Burin, donde incendiaron automóviles y casas, tras lo que entraron en un corral de ovejas, algunas de las cuales fueron sacrificadas, otras robadas y otras quemadas a las afueras de la escuela secundaria de Burin.[cita requerida]

## Consecuencias

### Reacciones
Un general del ejército israelí calificó el ataque de pogromo, mientras que el propio presidente de Israel, Isaac Herzog, condenó dicho «ataque violento y cruel». La administración Biden declaró que era completamente inaceptable y exigió a Israel que investigase el ataque y llevase a los culpables ante la justicia.Sin embargo, Bezalel Smotrich, ministro de Finanzas, declaró que «Hawara debe ser borrada del mapa».

### Repercusiones legales
Ningún soldado israelí ha sufrido ninguna consecuencia por su inacción durante el ataque de los colonos judíos a Hawara. Solo unos cuantos colonos fueron detenidos tras el ataque, y todos ellos fueron liberados sin cargos.